# Tapolcai repülőtér
A Tapolcai repülőtér Tapolcán, a volt Kinizsi Pál laktanya mellett, a Tapolcáról Lesencetomajra vezető közúttól délre található repülőtér. 1990 előtt szovjet tartalék repülőtér volt. Egy füves pálya található ott, 1200×60 méteres 16-34-es tájolású. Az üzemeltetője a Tapolcai Repülő Egyesület. Korábban nem nyilvános fel- és leszállóhely volt. 2019 augusztus 01-től Repülőtér IV. a besorolása.

## Története
Építését 1936-ban kezdték mint katonai repülőtér. 1952-től az Il–10-es gépekkel felszerelt 23. csatarepülő ezred állomásozott a repülőtéren.